# Wilhelm Schulz (Politiker, 1870)

Wilhelm Schulz

August Paul Wilhelm Schulz (* 27. August 1870 in Potsdam; † 1. Mai 1945 in Brandenburg an der Havel) war ein deutscher Politiker (SPD).

## Leben
Schulz war der Sohn des Brauerei-Arbeiters Wilhelm Schulz (* 22. Juli 1842 in Karstädt (Prignitz); † 13. April 1896 in Berlin) und seiner Ehefrau Wilhelmine, geborene Wolf (* 9. Februar 1848 in Treuenbrietzen; † 19. Juli 1924 in Berlin-Steglitz). Nach dem Besuch der Volksschule in Potsdam erlernte Schulz von 1885 bis 1888 in Berlin das Maurerhandwerk. 1901 wurde er hauptberuflicher Angestellter im Zentralverband der Maurer Deutschlands in Berlin. In den Jahren 1903 bis 1913 war er für das Posener Büro des Zentralverbandes tätig. 1913 erhielt Schulz das Amt des Bezirksleiters des Deutschen Bauarbeiterverbandes für den Bezirk Posen und Westpreußen mit Amtssitz in Bromberg.
Nachdem er bereits seit circa 1890 der Sozialdemokratischen Partei Deutschlands (SPD) angehört hatte, wurde Schulz 1903 Mitglied des Bezirksvorstandes der SPD für die Provinz Posen.
Von Januar 1919 bis Juni 1920 saß Schulz als Abgeordneter der SPD für den Wahlkreis 8 (Provinz Posen) in der Weimarer Nationalversammlung.
Nachdem der Großteil der Provinz Posen, darunter auch Schulzs Wohnort Bromberg, infolge der Bestimmungen des Versailler Vertrages 1920 an die neuerrichtete Republik Polen abgetreten wurde, siedelte Schulz wahrscheinlich, wie der Großteil der deutschen Bevölkerung Brombergs, von Bromberg in die beim Reich verbliebenen Gebiete über. Jedenfalls ist er in den Adressbüchern für Bromberg aus der Zeit nach 1920 nicht mehr nachweisbar. Zudem konnte er, da sein bisheriger Wahlkreis infolge der Abtretung Posens an Polen, nicht mehr existierte, bei der Wahl zum ersten regulären Reichstag der Weimarer Republik nicht mehr kandidieren.
1925 ist Schulz als Hausbesitzer mit Wohnsitz in der Theaterstraße 34 in Landsberg an der Warthe nachweisbar. In den 1930er Jahren lebte er als Geschäftsführer in Brandenburg an der Havel.
Schulz starb im Mai 1945 in Brandenburg an der Havel und ist auf dem dortigen Krematorium-Friedhof bestattet.

## Ehe und Familie
Schulz war verheiratet mit Maria Krüger (* 2. Februar 1875 in Schneidemühl; † 27. August 1951 in Brandenburg an der Havel), Tochter eines Arbeiters aus Schneidemühl in der Provinz Posen. Aus der Ehe gingen der Sohn Kurt (* 8. Dezember 1901 in Berlin) und die Töchter Gertrud (* 31. Juli 1904 in Posen), Rosa (* 6. März 1906 in Posen) und Herta (* 16. September 1907 in Posen) hervor.